# 东山镇 (饶平县)
东山镇，是中华人民共和国广东省潮州市饶平县下辖的一个乡镇级行政单位。
东山镇在明朝時期屬弦歌都東洋堡小榕社，清朝時期屬元歌都東洋堡小榕社。

## 行政区划
东山镇下辖以下地区：
大片村、水美村、双罗村、红丰村、湖岭村、西山村、东山村、东南村、东明村和长教村。

## 信仰
双罗村
- 三山国王庙:供奉三山国王

水美村
- 水口庵王爷庙:供奉三山国王

湖岭村
- 伯爷公庙:供奉感天大帝

## 語言
东山镇為潮汕話使用範圍區域。

## 姓氏由來
涂姓， 涂鈴在南宋建炎元年（1127）中進士，任泉州刺任滿居泉州，後裔繁衍漳浦盤陀及詔安仙塘等地。明永乐年间，涂佛孙之三子涂先化从漳浦梅林徙居诏安县桥东镇，为仙塘村开基始祖，也是诏安县涂姓开基始祖。涂先化次子涂梅隐，涂梅隐六子涂兴隆移居诏安霞葛镇五通村下涂社。涂兴隆三子涂益子，其子涂孟盛于明景泰三年(公元1449)年迁广东饶平县东山镇，为湖岭村及西山村涂氏开基祖。涂孟盛三子居饶平县东山镇西山村。
朱姓， 宋代朱熹,字元晦,謚文，為紫陽派祖(朱氏76世)，祖籍江西，生於福建龍溪城外毓秀峰下，後入籍福建南平建陽考亭。派下遷漳州漳州東山、平和、潮州饒平等。福建平和朱氏開基祖為朱熹曾孫朱濂，生於福建建陽考亭，官至宋末太師相，宋末元初因避兵亂遷平和縣霞寨鎮大坪，而後又遷九峰鎮定居開基。明永樂八年（公元1410年）五世孫 朱灼上,字亞相,號三郎 由福建平和縣遷至龍虎坑或稱老虎坑(今饒平東山鎮）。
王姓， 饒平中部王氏來源有二派均為惟和公支派，王氏讓公居泉州開元寺曹巷，長子坦公宋初以事攜幼子萬璧窠居漳浦九都續移饒平黃岡，後移海陽縣登瀛(今潮安歸湖鎮)。庚一公復移饒之饒平海山黃岡，下至五世孫惟誥、惟修、惟和、惟精、惟一、惟平、惟志，和因倭亂奉母秦氏偕其弟兄，避於鳳凰山之東坑尾名為王厝島。王惟和次子師全號東軒，移饒平東山鎮。
吳姓， 吳大成南宋「漸山七賢」之一，原籍河南光州固始縣八角井，遷福建省漳州詔安縣梅洲吳氏開基祖，長子吳奮龍後裔元朝仁宗延佑年间(公元1314-1320年)居于漳浦县，因遭受倭寇侵扰再迁南靖县西南山坳。明成化年间，再迁至福建省平和县，明嘉靖年间迁至饶平县螺坑(今东山镇)。
張姓， 唐朝開元時宰相張九齡，因唐末戰亂，世族各分遷關中、豫章、閩汀寧化而居，迨化孫公自福建寧化再遷上杭。張盛德（西元1306－1377年）又名子預，居海陽縣光德鄉(現大埔縣)南山黃竹塘座萬石堂。娶大小妻劉氏、羅氏。劉氏居饒平，生四子，張衍昌、張繼旺、張啟盛、張名卿。劉氏媽生四子：長子衍昌（葫蘆），居烏石，明朝間，衍昌烏石派後裔遷三饒下寨鄉(鄰近新豐鎮溁西村)，傳至張夷緒(或稱張彞序)由三饒下寨遷下壩鄉(霞霸鄉)(現新塘鎮下壩村)，為新塘下壩開基祖。又衍昌烏石派後裔張毅直（謚姐福）遷「仙螺村」，村名後改「雙螺村」又改「雙羅村」為雙羅開基祖(現饒平東山鎮)。
張姓， 福建漳州云霄西林元甫公的第五代孙张得义之长子张安利，先到平和县大丰堡（今平和九峰镇）开拓，其第四代孙张孕和因战乱迁入诏安二都雪里村（今詔安太平鎮雪里）；不久，又因诉讼案于元天顺年移居詔安红星乡梅仔坑，衍时福、时寿两子。时寿前往饶平双螺开基（今東山双罗村）。
詹姓， 六十一世祖大任公，生两子：次祀(六十二祖)，从福建宁化石壁村迁往江西广昌。祀生勉（六十三祖）。勉生二子：长五十郎学传（六十四祖）。六十四世祖五十郎公讳学传（1101-1189），字成宗，号正锋。北宋钦宗丙午年（1126年），社会动荡，南迁移居广东大埔茶阳长窖村。学传公是开基粤东、闽西南始祖，育有二子:长子五五公黑龙泰（六十五祖），次子五八公白龙秦；公与刘氏合葬长窖村。墓地修葺一新，被大埔县列为重点文物保护单位。黑龙公，妻蓝氏生一子十八郎（六十六祖）；裔孙派广东大埔和福建龙岩、永定、上杭、漳州、宁化、边城、南靖等地。六十九世祖肇熙公，行三五郎，讳上弦，字东潞，号维明，生于南宋景定二年（1261年），妻张氏、杨氏，张氏生二子：必达、必敬，杨氏生一子：必恭。暂住海阳钱塘（今大埔县钱东钱塘村），后迁往汤溪白水塘，最后在西瓜园（今饶洋西瓜园村）定居,是开基饶平的始祖。七十二世祖伯珪公，谥敦崇，生于明洪武三年（1370年），妻钟氏，生五子：宗广、宗亨、宗厚、宗华、宗源，继妻邹氏，生三子：宗教、宗畴、宗耿。宗广公兄弟时称八大房。其后派居饒平茂芝、饶洋、新塘上南淳新村、小榕干子上、樟溪新民等地。
刘姓， 始祖开七公，南宋居福建汀州宁化石壁村。六世祖文和公，初居饶平元歌都新安寨，今饶洋赤棠村，刘文和次子刘瑶，号四八郎，生有六子，五子百五郎，居饶平县石井乡，生四子，四子刘谷珍，为开基饶平县小榕社(今饶平县东山镇）。
田姓， 田氏雁门衍派裔孙田世昌先居河南南剑，遭际宋末世乱，元兵南侵，便辗转迁徙福建漳州龙溪开基，成为田氏雁门衍派人闽开漳始祖。田四郎，名克基，原居福建汀州宁化县石壁村，元末世乱，乃迁广东潮州饶平东山小榕坑尾开基，为田四郎支系始祖。建土楼，名田厝。
羅姓， 羅氏永彪公，文學出身，官至福建汀州太守，轉升本府道而終。裔孫公明公，居福建漳州府平和縣長樂鄉，公明公後裔居平和長樂、平和大溪、詔安、饒平、海陽(今潮安)、大埔、大榕、五節(今浮濱五祉)、浮山、漳浦、小榕(今饒平東山鎮)、軍寨(饒平高堂鎮)、黃岡(饒平黃岡鎮)、海豐等處。
黄姓， 明朝末年，其先祖黃肖公從三饒烏洋南新南聯道韻的派系遷入浮濱鎮下安村，峭山公后裔子孙，建业公之子，弘裕公，又名打铁公，创祖小榕康美（即坑尾）榕树下(今饶平县东山镇红丰村)。
黄姓， 黃氏，由福建莆田迁广东饶平东山红峰乡(原小榕坑尾)。明万历二十五年（1597），饶平小榕坑尾人黄实吾移来普宁流沙赤水顶山定居。
余姓， 饒平東山長教余氏金溪派衍是宋代廣東八賢之一，慶曆四諫官，忠襄余靖公的後代，至明時均美公任南京國子監，子孫始從大埔西河鎮上黃砂遷入饒平，歷三代，通公遷長教，是為饒平東山長教始祖。
鄧姓， 志圣公,显公长子居福建汀州府连城县石壁都禾口村，南宋宁宗庆元年遷潮州程鄉大椹石桥头开基，鄧氏后裔迁广东丰顺县潭江镇社輋迁至大埔县桃源镇李坑再迁饶平县老虎坑(今饶平县东山镇）。
陳姓， 北廟北陳開漳聖王派景肅支脈，陳成，明洪武三年（庚戌，1370年），從福建漳州詔安縣二都太平鎮白葉分居詔安縣霞葛鎮排下，後裔分衍廣東饒平東山坡下（今饒平東山壩頭）。
陳姓， 開漳聖王陳元光派，南宋初年陳景雍回漳為一世始祖，至今已傳衍三十二世。陳景雍，名天澤，字伯恭，奉父命回漳，福建漳州漳浦杜潯宅兜村人，居安仁鄉修竹裏（四都竹港一帶，今屬漳州雲霄）。宋末元初，長子陳思悳、次子陳思憲兄弟（二十世 ）避元捕世家，舉家遷漳州詔安縣二都太平白葉開基。裔孫陳宗蔡（二十六世）南江支系景雍支脈，從福建漳州詔安縣二都太平鎮白葉下城遷廣東饒平縣東山宮還。
陈姓， 明朝惠帝年间，陈氏裔孫自福建宁化石壁辗转南来至福建诏安县溪南立业，其后复迁诏安白叶下城而居，始祖为德令公。绵延蕃衍，递传至十世，于清康熙年间，念十二郎公携眷徙迁广东潮州府饶平县小榕（即念东山镇）东明村。
吕姓， 始祖吕郑叶公于明初从福建上杭长房七世，初迁福建漳州诏安县秀篆北坑，生两子，长刚正(后裔现移秀篆镇焕塘村)，次刚直。至明成化年间，二世刚直公，妣张氏、池氏，张氏所岀后裔现迁居秀篆镇隔背村(有后裔移台湾)，池氏生两子，自福建诏安县北坑，后迁广东饶平县东山。
谢姓， 观福公，福远公长子，宋帝昺祥兴末年(1278－1279年)任建阳都尉兼制统将军。公本居福建汀州宁化石壁村，因世事不平择居福建永定金丰洋背。二世复昌公千四郎迁居漳州小靖(今诏安秀篆)。子二：翁大四十九郎住漳州、奕佳五十二郎迁广东潮州饶平县黎坑(今东山镇黎光楼村)。